# Изер, Вольфганг
Во́льфганг И́зер (нем. Wolfgang Iser; 22 июля 1926, Мариенберг — 24 января 2007, Констанц) — немецкий филолог-англист, один из основателей влиятельной теоретической школы рецептивной эстетики (иначе — эстетика воздействия, констанцская школа).

## Биография
Изучал философию, английскую и германскую филологию в университетах Лейпцига и Тюбингена, диссертацию о творчестве Генри Филдинга защищал в Гейдельберге. Занимался также творчеством Э. Спенсера, Шекспира, Л. Стерна, У. Патера, Джойса, Беккета и др. Преподавал в Гейдельберге, Вюрцбурге, Кёльне, Глазго, Констанце (1967—1991), Уэслианском университете, Принстоне, Иерусалиме и других. Вместе с Х.-Р. Яуссом и Х. Блуменбергом стал основателем констанцской школы рецептивной эстетики, стоял у истоков крупнейшего исследовательского проекта Поэтика и герменевтика.

## Теоретические позиции
Общую рамку идей Изера, как и других представителей рецептивной эстетики, образует представление о современности (современной эпохе, модерне), в контексте которой складываются сами представления об автономной ценности литературы. Изер испытал воздействие герменевтики Шлейермахера, феноменологической философии и эстетики Романа Ингардена. Под её влиянием он выдвинул концепцию внутритекстового или имплицитного читателя, воображаемые ожидания которого формируют смысловую структуру литературного текста, задавая ход его восприятия. Особое внимание при этом уделялось «пустым местам» — смысловым зияниям, несогласованностям смысла, «непонятным» символам или речевым фигурам. С 1980-х годов работал над теорией литературной антропологии — способностей и структур человеческого воображения.

## Основные публикации
- Die Weltanschauung Henry Fieldings (1952)
- Walter Pater. Die Autonomie des Ästhetischen (1960)
- Spensers Arkadien-Fiktion und Geschichte in der englischen Renaissance (1970)
- Die Appellstruktur der Texte. Unbestimmheit als Wirkungsbedingung literarischer Prosa (1970)
- Der Implizite Leser — Kommunikationsformen des Romans von Bunyan bis Beckett (1972)
- Der Akt des Lesens — Theorie ästhetischer Wirkung (1976)
- Die Artistik des Mißlingens (1979)
- Laurence Sternes «Tristram Shandy». Inszenierte Subjektivität (1987)
- Shakespeares Historien. Genesis und Geltung (1988)
- Prospecting: From Reader Response to Literary Anthropology (1989)
- Das Fiktive und das Imaginäre — Perspektiven literarischer Anthropologie (1991)
- The Range of Interpretation (2000)
- How to do theory (2006)

## Публикации на русском языке
- Вольфганг Изер в Москве: Материалы круглого стола и ответ В. Изера С. Фишу // Вестник Московского университета. Серия 9: Филология. — М.: Изд-во Моск. унив., 1999. — № 5
- Рецептивная эстетика. Герменевтика и переводимость// Академические тетради. Выпуск 6. — М.: Независимая академия эстетики и свободных искусств, 1999
- Акты вымысла, или что фиктивно в фикциональном тексте// Немецкое философское литературоведение наших дней. СПб: Изд-во Санкт-Петербургского ун-та, 2001, с. 187-216
- Изменение функций литературы. Процесс чтения: феноменологический подход// Современная литературная теория. Антология. М.: Флинта; Наука, 2004, с.3-45, 201—225
- Деррида Ж., Хартман Д., Изер В. Деконструкция: триалог в Иерусалиме
- К антропологии художественной литературы Архивная копия от 28 февраля 2009 на Wayback Machine

## Признание
Труды Изера переведены на многие языки. Он — почетный доктор университетов Софии, Бухареста, Гиссена, член Гейдельбергской Академии наук, почетный член Американской Академии искусств и наук и др.